# Lészay-kúria
A magyargorbói Lészay-kúria műemlék épület Romániában, Kolozs megyében. A romániai műemlékek jegyzékében a CJ-II-m-B-07619 sorszámon szerepel.